# Карл-Гайнц Шпікофскі
Карл-Гайнц Шпікофскі (нім. Karl-Heinz Spikofski, 24 лютого 1927, Ессен — 18 червня 1998, Мюльгайм-на-Рурі) — німецький футболіст, що грав на позиції нападника. По завершенні ігрової кар'єри — тренер.
Виступав, зокрема, за клуб «Катанія».

## Ігрова кар'єра
У дорослому футболі дебютував виступами за команду «Рот-Вайс» (Ессен).
Згодом грав у складі команд «Кельн», «Баєр 04», «Рубе-Туркуен» та «Торіно».
Своєю грою за останню команду привернув увагу представників тренерського штабу клубу «Катанія», до складу якого приєднався 1954 року. Відіграв за сицилійський клуб наступні три сезони своєї ігрової кар'єри. Більшість часу, проведеного у складі «Катанії», був основним гравцем атакувальної ланки команди.
Протягом 1957—1959 років захищав кольори клубу «ВВВ-Венло».
Завершив ігрову кар'єру у команді «Ворматія», за яку виступав протягом 1959—1961 років.

## Кар'єра тренера
Розпочав тренерську кар'єру відразу ж по завершенні кар'єри гравця, 1961 року, очоливши тренерський штаб клубу «Сьйон».
Останнім місцем тренерської роботи був клуб «Аугсбург», головним тренером команди якого Карл-Гайнц Шпікофскі був з 1963 по 1964 рік.
Помер 18 червня 1998 року на 72-му році життя у місті Мюльгайм-на-Рурі.